# Martina Bolom Kotari
Martina Bolom Kotari, rozená Kotlíková (*1981, Havířov) je česká archivářka, historička a v letech 2017 až 2019 vedoucí Katedry pomocných věd historických a archivnictví FF UHK.

## Životopis
Martina Bolom Kotari se narodila v roce 1981. Vystudovala obor historie a pomocné vědy historické na Masarykově univerzitě v Brně. V roce 2008 obhájila diplomovou práci Pečeti brněnských augustiniánů, dominikánů, kartuziánů a premonstrátů na listinách od konce první třetiny 15. století do doby rušení klášterů Josefem II. a získala tak titul Mgr. V roce 2013 obhájila disertační práci Pečeti moravských premostrátů v letech 1436 - 1784. Sfragistika představených a konventů v kontextu jejich diplomatického materiálu a získala titul Ph.D. Za tuto práci získala cenu rektora za vynikající závěrečnou práci. V letech 2008 až 2010 působila jako archivářka v Archivu bezpečnostních složek, od roku 2010 působí jako odborná asistentka na KPVHA FF UHK. V letech 2017 až 2019 tuto katedru vedla.
V letech 2016 až 2020 byla hlavní řešitelkou projektu Brána moudrosti otevřená. Barokní kulturní dědictví klášterů Broumov a Rajhrad: ochrana, restaurování, prezentace, který se zaobíral kulturním dědictvím klášterů v Broumově a Rajhradě. Je také českou ambasadorkou historického projektu Time Machine.

## Dílo
Martina Bolom Kotari se zaobírá církevními dějinámi pozdního středověku a raného novověku, sfragistikou a diplomatikou.